# Eastern AAA Hockey League
För andra betydelser, se Eastern Hockey League.
Eastern AAA Hockey League (ETA) är ett kanadensiskt juniorishockeyförbund som arrangerar ishockeyserier i de centrala och östliga delarna av kanadensiska provinsen Ontarios södra del. Ishockeyserierna som arrangeras är för pojkar mellan sju och 17 år gamla. Den är en del av det regionala juniorishockeyförbundet Ontario Minor Hockey Association (OMHA).
ETA grundades den 8 augusti 1990.

## Lagen
Hur lagen spelar för säsongen 2019–2020.
| Lag                     | Ort/kommun    | Anslöt | U8 | U9 | U10 | U11 | U12 | U13 | U14 | U15 | U17 |
| ----------------------- | ------------- | ------ | -- | -- | --- | --- | --- | --- | --- | --- | --- |
| Ajax-Pickering Raiders  | Pickering     | 1991   |    |    |     |     |     |     |     |     |     |
| Barrie Jr. Colts        | Barrie        | 1994   |    |    |     |     |     |     |     |     |     |
| Central Ontario Wolves  | Port Perry    | 1992   |    |    |     |     |     |     |     |     |     |
| Clarington Toros        | Clarington    | 1999   |    |    |     |     |     |     |     |     |     |
| Kingston Jr. Frontenacs | Kingston      | 19901  |    |    |     |     |     |     |     |     |     |
| Markham Waxers          | Markham       | 1990   |    |    |     |     |     |     |     |     |     |
| North Central Predators | Orillia       | 1996   |    |    |     |     |     |     |     |     |     |
| Oshawa Minor Generals   | Oshawa        | 1990   |    |    |     |     |     |     |     |     |     |
| Peterborough Petes      | Peterborough  | 1990   |    |    |     |     |     |     |     |     |     |
| Quinte Red Devils       | Trenton       | 1990   |    |    |     |     |     |     |     |     |     |
| Richmond Hill Coyotes   | Richmond Hill | 1990   |    |    |     |     |     |     |     |     |     |
| Whitby Wildcats         | Whitby        | 1991   |    |    |     |     |     |     |     |     |     |
| York-Simcoe Express     | Aurora        | 1990   |    |    |     |     |     |     |     |     |     |

1 = Kingston Jr. Frontenacs lämnade ETA 1993 men anslöt sig åter 2007.

## Mästare
De lag som har vunnit respektive ishockeyseries slutspel.
| Säsong    | U8                                                                                                 | U9                                                                                                 | U10                                                                                                | U11                                                                                                | U12                                                                                                | U13                                                                                                | U14                                                                                                | U15                                                                                                | U17                                                                                                |
| --------- | -------------------------------------------------------------------------------------------------- | -------------------------------------------------------------------------------------------------- | -------------------------------------------------------------------------------------------------- | -------------------------------------------------------------------------------------------------- | -------------------------------------------------------------------------------------------------- | -------------------------------------------------------------------------------------------------- | -------------------------------------------------------------------------------------------------- | -------------------------------------------------------------------------------------------------- | -------------------------------------------------------------------------------------------------- |
| 1990–2014 | Ej tillgänglig information rörande mästare och vilka ishockeyserier som var aktiva under dessa år. | Ej tillgänglig information rörande mästare och vilka ishockeyserier som var aktiva under dessa år. | Ej tillgänglig information rörande mästare och vilka ishockeyserier som var aktiva under dessa år. | Ej tillgänglig information rörande mästare och vilka ishockeyserier som var aktiva under dessa år. | Ej tillgänglig information rörande mästare och vilka ishockeyserier som var aktiva under dessa år. | Ej tillgänglig information rörande mästare och vilka ishockeyserier som var aktiva under dessa år. | Ej tillgänglig information rörande mästare och vilka ishockeyserier som var aktiva under dessa år. | Ej tillgänglig information rörande mästare och vilka ishockeyserier som var aktiva under dessa år. | Ej tillgänglig information rörande mästare och vilka ishockeyserier som var aktiva under dessa år. |
| 2014–2015 | Barrie Jr. Colts                                                                                   | Markham Waxers                                                                                     | York-Simcoe Express                                                                                | Oshawa Minor Generals                                                                              | North Central Predators                                                                            | Central Ontario Wolves                                                                             | North Central Predators                                                                            | Peterborough Petes                                                                                 | Barrie Jr. Colts                                                                                   |
| 2015–2016 | Peterborough Petes                                                                                 | Whitby Wildcats                                                                                    | Clarington Toros                                                                                   | Peterborough Petes                                                                                 | Richmond Hill Coyotes                                                                              | Central Ontario Wolves                                                                             | Ajax-Pickering Raiders                                                                             | North Central Predators                                                                            | Kingston Jr. Frontenacs                                                                            |
| 2016–2017 | Oshawa Minor Generals                                                                              | Barrie Jr. Colts                                                                                   | Clarington Toros                                                                                   | Kingston Jr. Frontenacs                                                                            | Kingston Jr. Frontenacs                                                                            | Richmond Hill Coyotes                                                                              | Kingston Jr. Frontenacs                                                                            | Markham Waxers                                                                                     | Kingston Jr. Frontenacs                                                                            |
| 2017–2018 | Clarington Toros                                                                                   | Whitby Wildcats                                                                                    | Whitby Wildcats                                                                                    | York Simcoe Express                                                                                | Central Ontario Wolves                                                                             | Richmond Hill Coyotes                                                                              | Barrie Jr. Colts                                                                                   | Richmond Hill Coyotes                                                                              | Richmond Hill Coyotes                                                                              |
| 2018–2019 | York Simcoe Express                                                                                | York Simcoe Express                                                                                | Central Ontario Wolves                                                                             | Ajax-Pickering Raiders                                                                             | Whitby Wildcats                                                                                    | Whitby Wildcats                                                                                    | Oshawa Minor Generals                                                                              | Richmond Hill Coyotes                                                                              | Markham Waxers                                                                                     |

## Spelare

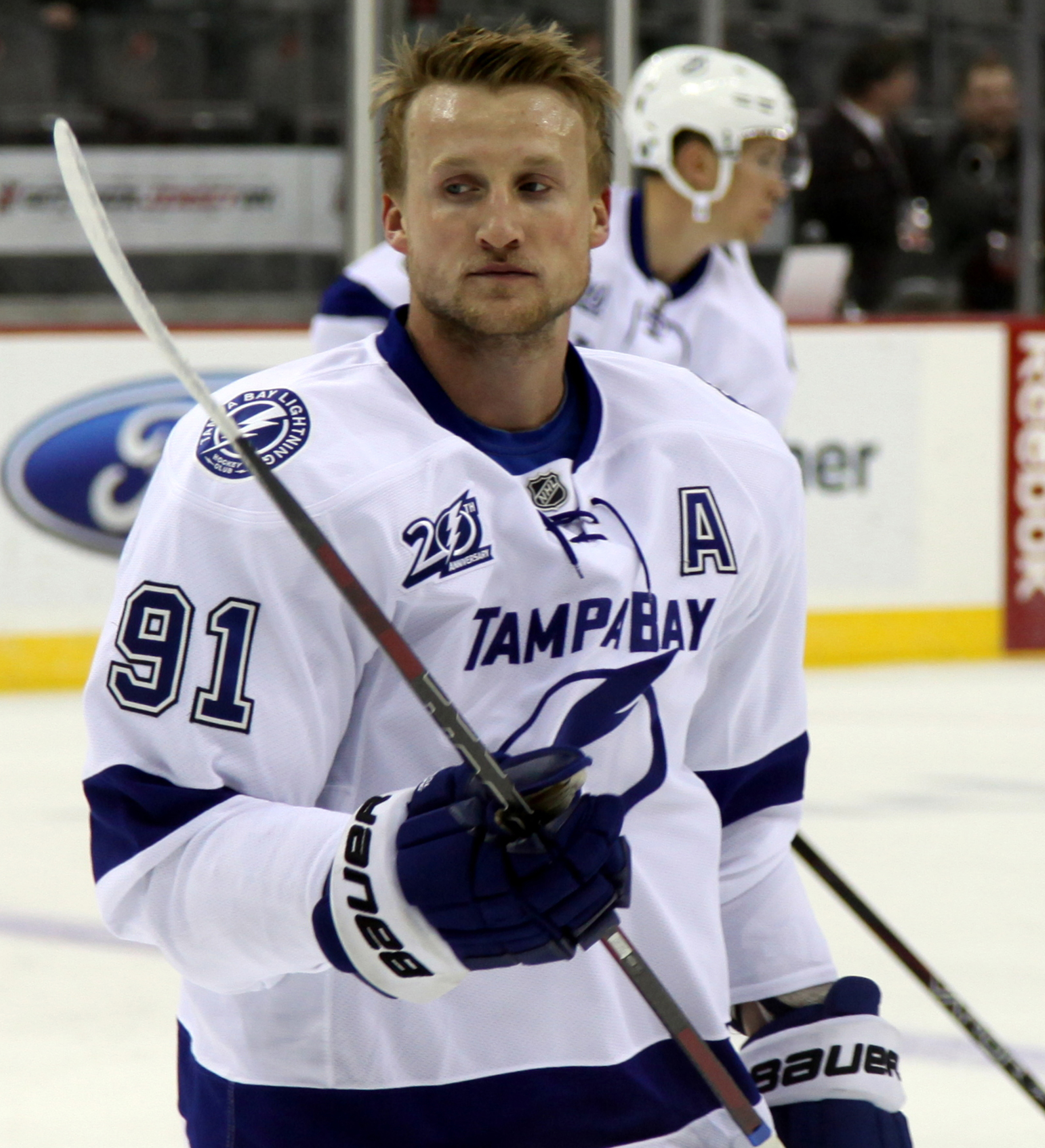
Steven Stamkos.

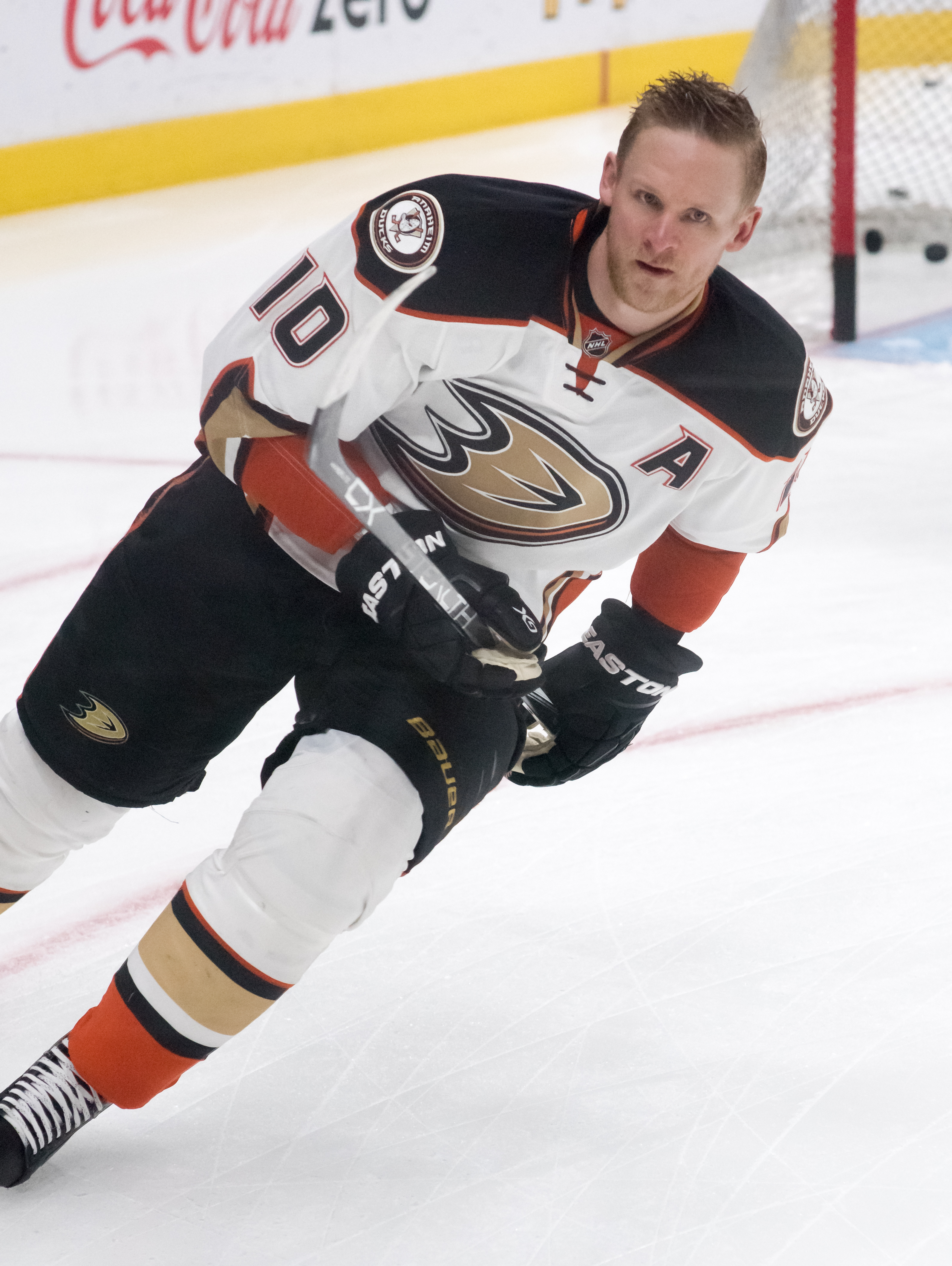
Corey Perry.

Ett urval av spelare som har spelat en del av sina ungdomsår inom ETA.
| Målvakter - Brian Elliott | Backar - Brady Austin - Brent Burns - Cody Ceci - Michael Del Zotto - Travis Dermott - Vince Dunn - Cameron Gaunce - Michael Kostka - Riley Stillman - Sean Walker | Forwards - Andy Andreoff - Darren Archibald - Drake Caggiula - Nick Cousins - Morgan Frost - Brendan Gaunce - Micheal Haley - Barrett Hayton - Cody Hodgson - Josh Leivo - Corey Perry - Andrew Shaw - Devin Shore - Dylan Sikura - Steven Stamkos - Robert Thomas - Chris Tierney |